# الكتاب المقدس لرجل واحد
رواية "الكتاب المقدس لرجل واحد" (بالصينية المبسطة: 《一个人的圣经》؛ بالصينية التقليدية: 《一個人的聖經》؛ البينيين: Yīgèrén de Shèngjīng)، وبالفرنسية: Le Livre d'un homme seul، هي عمل أدبي للكاتب الصيني غاو شينغجيان، صدرت عام 1999، وترجمت إلى الإنجليزية في عام 2003.
```
تدور أحداث الرواية خلال فترة الثورة الثقافية في الصين، حيث تتناول تجارب شخصية بطلها، وهو شخصية بديلة للكاتب نفسه، يتأمل في حياته وماضيه داخل الصين وخارجها. تتناوب فصول الرواية بين وصف الراوي لحياته أثناء الثورة الثقافية وما بعدها، مركزة على بحثه عن الحرية وكيفية الحفاظ عليها في ظل الظروف القمعية. تعتبر الرواية من أبرز الأعمال التي ناقشت هذه الحقبة التاريخية وأثرت في الأدب الصيني الحديث.
```

نُشر كتاب "الكتاب المقدس لرجل واحد" أصلاً باللغة الصينية في عام 1999. تمت ترجمة الكتاب إلى اللغة الإنجليزية بواسطة مابل لي، وهي أستاذة صينية في جامعة سيدني. كما نشرت دار Éditions de l'Aube النسخة الفرنسية من الكتاب.
قال ويليام جون فرانسيس جينر، كاتب في صحيفة الغارديان، إن كتاب "الكتاب المقدس لرجل واحد" "ينتمي إلى تلك الفئة الحزينة من الكتب التي تُباع لمجرد فوز مؤلفيها بجائزة. لكن الجائزة حجة واهية لقراءته، وخاصةً بترجمة إنجليزية غير مفهومة".

## ملخص القصة
نظرًا لأن الكتاب يتنقل بين التسلسل الزمني لحياة الراوي، فمن الصعب تقديم ملخص خطي تمامًا للأحداث المذكورة فيه. يبدأ الكتاب مع راوٍ بلا اسم، وهو الشخصية البديلة لـ غاو شينغجيان، حيث يتحدث عن صورة قديمة التُقطت له مع أفراد عائلته. يتذكر كيف كان الطفل الوحيد في تلك الصورة، وكيف اضطر لمواجهة العديد من الأمراض في طفولته. في الوقت نفسه، يبرز مدى هشاشة عائلته وتفككها التدريجي الذي يستمر في الحدوث خلال حياته.
يقفز السرد إلى الأمام في الزمن، حيث يمارس الراوي الحب مع امرأة تُدعى مارغريت في غرفة فندق في هونج كونج. يناقشان كيف التقيا لأول مرة عبر صديق مشترك يُدعى بيتر، ويكشف الراوي أنه في وقت لقائهما كان يستقبل امرأة شابة صينية في شقته. تسأل مارغريت عن هوية تلك الفتاة، فيخبرها بأنها ممرضة شابة مجهولة الاسم كانت تعمل في الجيش الصيني وكان ينام معها آنذاك. كان الثنائي (الراوي ومارغريت) قد خططا لمغادرة البلاد معًا، لكنهما افتقدا بعضهما البعض في المطار، فصعد هو إلى الطائرة دونها.
بعد هذه القصة، يناقش جاو مع مارغريت الفرصة الضائعة التي أتيحت له للرسم في ألمانيا، حيث لم تسمح له الحكومة الصينية بمغادرة البلاد بسبب وضعه ككاتب مُراقَب. بعد هذه المحادثة، يحلم جاو بالعودة إلى منزل طفولته والتواصل مع أقاربه الذين رحلوا منذ زمن بعيد.
تعود الأحداث إلى هونج كونج في الوقت الحاضر، حيث يلتقي جاو بالسيد تشو، المعجب بمسرحياته، والذي عرض عليه فرصة عمل في أستراليا، لكنه يرفضها. ويختتم يومه بإجراء مقابلة مع صحفي شاب. بالعودة إلى الزمن، يصف جاو أتباع ماو بأنهم كانوا مستعدين لمواجهة أي شخص يروج لأفكار رجعية أو مبادئ مناهضة للشيوعية، حتى لو تطلب ذلك اللجوء إلى العنف أو الضغوط القاسية. يتحدث أيضًا عن جلسات التحقيق العلنية التي كانت تُقام لإجبار الأفراد على الاعتراف بجرائم يُزعم أنهم ارتكبوها ضد الحزب، وهي ممارسات شديدة القسوة هدفها ترهيب السكان وضمان الطاعة.
في هونغ كونغ الحالية، يجري جاو حوارًا آخر مع مارغريت، يناقشان فيه السياسة وألم الذاكرة، حيث يشاركها مخاوفه وذكرياته المؤلمة. ويكشف لها كيف كان قلقًا عندما تزوج، خشية أن تبلغ زوجته السلطات عنه بسبب مواقفه أو آرائه، مما يبرز حجم الخوف والرقابة التي كانت تحيط بحياته الشخصية آنذاك.
ثم يعود الراوي بالزمن مرة أخرى، ويتأمل في عمله مع صديقه ليو، ويتذكر كل التفاصيل الحميمة لعلاقته مع لين. تصف الرواية لين بأنها رفيقة محترمة، تنتمي إلى أسرة وشخصيات مهمة داخل الحزب. يصف الراوي لين بأنها كانت أول تجربة جنسية له، مما يمنح العلاقة طابعًا خاصًا وحميمًا في حياته.
يحاول الراوي لاحقًا قطع علاقته مع لين، لكن يبدو أن كلاً منهما يجد صعوبة في الانفصال عن الآخر بسبب التداخل العاطفي والقرب الشخصي. ومع ذلك، في نهاية المطاف، يتمكنان من إنهاء العلاقة، رغم التوترات والتعقيدات التي رافقتها. تتقدم القصة ذهابًا وإيابًا بين فترات زمنية مختلفة، وفي كل هذه القفزات الزمنية يصف الراوي الدروس التي يتعلمها والتجارب التي يمر بها والتي تركت أثرًا عميقًا فيه.
تشارك مارغريت، خلال إحدى الليالي والعديد من الأيام التي قضياها معًا، قصتها المؤلمة عن تعرضها للاغتصاب المتكرر لفترة طويلة أثناء عملها كعارضة أزياء لأحد الفنانين، ويناقشان كيف أثرت هذه التجربة على حياتها النفسية والعاطفية. تصف الشخصية البديلة لـ جاو في الرواية السياسات والقوانين التي تطورت خلال عهد ماو تسي تونغ، وتوضح التفاني الشديد في تنفيذ أوامره حتى في أصعب الظروف.
في مرحلة من الرواية، يُطلب من جاو مساعدة والده لتجنب تعرضه للعقاب بسبب حدث قديم في ماضيه؛ حيث اشترى والده مسدسًا لم يقم بتسجيله رسميًا، ويجد جاو نفسه مضطرًا لاكتشاف ما إذا كان المسدس لا يزال موجودًا وما إذا كان يمكن تتبعه من قبل السلطات.
في فصول أخرى، يواصل الراوي وصف لقاءاته العاطفية والجنسية، من بينها علاقة مع فتاة تدعى شياو شياو، وكذلك المرأة التي تزوجها لفترة قصيرة. يتزوج في نهاية المطاف من هذه المرأة، لكن زواجهما يتدهور بسرعة بسبب كتاباته المتحررة وحذره الضعيف في الحديث عن زوجته الجديدة، مما يؤدي في النهاية إلى مغادرتها له. خلال فترة زواجه، يعيش جاو في الريف حيث يلتقي بأشخاص ويحكي حكاياتهم وتجاربهم، موثقًا تجارب الحياة الريفية وتأثيرها على رؤيته الشخصية.
في النهاية، يتمكن الراوي من مغادرة الصين، حيث يبدأ في وصف علاقته بفتاة جديدة تُدعى سيلفي يلتقيها في سيدني بأستراليا. سيلفي شخصية مستقلة لا تهتم كثيرًا بالماضي أو الانشغال به، وهذا يختلف مع وجهة نظر جاو الذي يحمل ذكريات وتجارب ثقيلة. رغم بعض الخلافات والنقاشات بينهما، إلا أن العلاقة بينهما تحمل عاطفة قوية ووثيقة، وهو جانب يبرز عليه جاو ويُثمنه.
تشارك سيلفي جاو أيضًا التأثير العميق الذي تركه موت صديقتها عليها، وهو أثر يشابه الحزن الذي عاشه على فقدان والدته، مما يعمق التفاهم والارتباط بينهما.
عندما تصل الرواية إلى نهايتها، يطلع القراء على أخبار أصدقاء الراوي وعشاقه الذين كان يتابعهم أثناء وجوده في الصين، في محاولة لتوثيق مصائرهم بعد تلك الفترات العصيبة.
يختتم الراوي سرد أحداثه بوصف وقته في مدينة بربينيان، الواقعة على الحدود بين فرنسا وإسبانيا، حيث يصف الأشخاص الذين يقابلهم هناك وبيئتهم المحيطة. وفي ختام الرواية، يخبر القارئ أنه ينتظر أصدقاءه ليتمكنوا معًا من اللحاق بالطائرة في فترة ما بعد الظهر، مما يترك انطباعًا مفتوحًا عن رحلته المستمرة في الحياة.

## الشخصيات

### غاو شينغجيان هو الأنا المتغيرة
الشخصية الرئيسية في القصة هي مؤلف يعيد سرد حياته خلال فترة الثورة الثقافية في عهد ماو تسي تونغ، ثم يروي أيضًا تفاصيل حياته في أوروبا بعد نفيه من وطنه. طوال الرواية، يخوض العديد من اللقاءات الجنسية التي يصفها بدقة وعناية، حيث تشكل هذه العلاقات جزءًا مهمًا من تجربته الإنسانية والشعور بالحرية التي يسعى إليها.
يرغب هذا المؤلف بشدة في التحرر الكامل، ولا يحب الانغماس في الماضي أو استحضار ذكرياته التي يصفها بأنها كوابيس وتجارب مؤلمة تعيق تقدمه. بدلاً من ذلك، يفضل أن يعيش الحاضر بكل ما فيه من حياة وحركة، مجسدًا بذلك صراعه الداخلي بين الحرية الشخصية وأعباء التاريخ.

### شركاء جاو
مارغريت هي امرأة يهودية ألمانية شابة تتمتع بروح محبة للحياة وتفضل أن تعيش اللحظة بكل ما فيها، لكنها في الوقت نفسه تحمل ذكريات مؤلمة تحاول نسيانها أو التعايش معها.
تعتبر مارغريت واحدة من شركاء جاو الجنسيين، وكانت شخصية داعمة له وتشجعه بشكل خاص على ممارسة الكتابة كوسيلة للتعبير عن نفسه وحريته. على عكس جاو الذي يفضل الابتعاد عن التفكير في الماضي، تحب مارغريت مناقشة الماضي والذكريات، مما يجعلها شخصية عميقة وثرية حواريًا. بالإضافة إلى ذلك، تتقن مارغريت اللغة المندرينية بطلاقة، مما يعزز تواصلها مع جاو في سياق الرواية ويعكس ارتباطها بالحياة والثقافة الصينية بشكل غير مباشر.
لين هي امرأة صينية كانت أول تجربة جنسية لجاو. رغم أنها كانت متزوجة، استمر جاو ولين في رؤية بعضهما البعض لفترة من الزمن، حيث نشأت بينهما علاقة حميمة معقدة. في النهاية، قرر جاو إنهاء هذه العلاقة، رغم الصعوبات التي واجهها في الابتعاد عنها.
سيلفي هي فتاة فرنسية شابة تتمتع بروح حرة للغاية، ولا تحمل أي قناعات سياسية قوية أو اهتمامًا عميقًا بالأحداث التاريخية أو السياسية. على عكس مارغريت التي تناقش الماضي وتأثيراته، فإن سيلفي لا تهتم بمناقشة ما حدث في الماضي، بل تركز بالكامل على ذاتها وعلى عواطفها وتجاربها الشخصية في الحاضر.
يصفها جاو بأنها تفضل أن يكون عشاقها من أجانب، مما يعكس جانبًا من رغبتها في الحرية والانفتاح على تجارب مختلفة بعيدًا عن القيود الاجتماعية والثقافية التي قد تفرضها الأجواء المحيطة بها.

## المواضيع الرئيسية
الموضوع الأكبر في الرواية هو الحرية وكيفية تعريفها وفهمها من منظور شخصية جاو. يبدأ جاو كتابة الرواية كوسيلة للتعبير عن حريته، مستندًا في ذلك إلى نصيحة مارغريت التي تشجعه على استخدام الكتابة كأداة لتحرير ذاته والتعبير عن ذاته الداخلية.
تساعد عملية الكتابة الشخصية الرئيسية على الشعور بالحرية التي ينشدها، خصوصًا في ظل ذكرياته عن الحياة تحت نظام ماو، حيث كان واضحًا جدًا الافتقار إلى حرية التعبير. في تلك الحقبة، كان على الناس أن يعيشوا تحت قواعد وأنظمة صارمة فرضها الحزب الشيوعي، وكانت أفعال الفرد في الماضي تُراقب بعناية، وقد تؤدي إلى استجوابه أو سجنه إذا اعتُبرت رجعية أو معادية للشيوعية.
تتناول الرواية بشكل مستمر فكرة حرية الروح البشرية، ويرى جاو أن الكتابة، إلى جانب لقاءاته العاطفية والجنسية، تمثل وسائل تساعده على التحرر من القيود والشعور بالحرية وعدم التقيد، مما يجعله يعيش تجربة وجودية أعمق تتجاوز القوانين والسياسات التي تحكم حياته.
هناك موضوع عام بارز في الرواية يتعلق بنفور غاو من التفكير في الماضي أو استدعاء الذكريات المؤلمة. يكرر جاو كثيرًا أنه يجد الذكريات فظيعة عند تذكرها، ويعبر عن رغبته العميقة في أن يعيش الحاضر فقط، مؤكدًا أنه يريد أن يكون دائمًا على قيد الحياة "هنا والآن".
يرى جاو أن الانشغال بالماضي هو بمثابة عقبة تعيق تقدمه وحرّيته. في هذا السياق، تُستخدم النساء اللاتي يتواجد معهن أحيانًا كوسيلة تجعله يشعر بأنه حاضر في اللحظة الحالية، بعيدًا عن أعباء الذكريات. ومع ذلك، يختلف تأثير النساء في حياته؛ فبعضهن قد يدفعنه أحيانًا للتفكير في الماضي، بينما لا تهتم أخريات بسماع قصصه أو مناقشة ما مضى، مما يعكس تباينًا في علاقتها مع ذكرياته وكيفية مواجهته لها.

## السياق التاريخي
في الرواية، لا يولي جاو اهتمامًا كبيرًا للخلفية السياسية أو للأسباب الكامنة وراء الأحداث التي تدور في الصين خلال الثورة الثقافية. بدلاً من ذلك، يركز تركيزه الكامل على تجاربه الشخصية والإنسانية خلال تلك الفترة الزمنية، مستعرضًا كيف أثرت هذه الأحداث عليه وعلى حياته اليومية بشكل مباشر.
بدأت الثورة الثقافية في 16 مايو 1966، وكانت صراعًا سياسيًا داخليًا استمر لمدة عشر سنوات. كان هدف الثورة هو القضاء على كل أشكال الفكر والمبادئ الرأسمالية، والعمل على إعادة تشكيل المجتمع الصيني وفقًا للأيديولوجية الشيوعية الصارمة.
كانت الشخصية الأبرز خلال هذه الفترة المضطربة هو ماو تسي تونج، الذي كان شخصية مهيمنة للغاية، واستطاع نشر تعاليمه عبر تجميع مادة القراءة الإلزامية المعروفة بـالكتاب الأحمر الصغير.
لم تقتصر الثورة الثقافية على قمع حرية التعبير بشكل شديد فقط، بل تسببت أيضًا في إراقة دماء واسعة وإلغاء الملكية الخاصة. أسس ماو جمهورية الصين الشعبية في عام 1949، وبينما كان يروج لسياساته، تسبب في مقتل العديد من الفلاحين، والأكاديميين، وأي أشخاص يُشتبه في كونهم جواسيس أو متعاطفين مع الفكر الرأسمالي.
كما أنشئت معسكرات إعادة تأهيل لإعادة تربية وإصلاح أولئك الذين لم يلتزموا بالمبادئ الشيوعية، حيث كانت هذه المعسكرات تركز على فرض الانضباط الأيديولوجي والسيطرة الكاملة على الفكر والسلوك.
في الرواية، يتحدث شخصية غاو عن تصرفات مجموعة تُعرف باسم الحرس الأحمر وأفعالهم أثناء كونه جزءًا منهم. كان الحرس الأحمر مجموعة من الشباب المتحمسين الذين تم تحريضهم من قبل النظام خلال الثورة الثقافية لتدمير أي بقايا من الثقافة التقليدية الصينية، والتي اعتُبرت عوائق أمام التحديث والاشتراكية.
كما كانوا يتعاملون بقسوة مع أي شخص يُعبر عن آراء سلبية أو ينتقد سياسات ماو تسي تونغ، مستخدمين أساليب مثل الاستجوابات العلنية والمظاهرات الجماهيرية، والتي كانت تهدف إلى إجبار الأفراد على الانخراط في الحزب الشيوعي واتباع الخط الرسمي، فضلاً عن ترهيب المعارضين. كانت هذه الممارسات جزءًا من حملة أوسع لإعادة تشكيل المجتمع الصيني وفقًا للأيديولوجية الشيوعية في تلك الحقبة.